# Maspoton
 (février 2017).
Si vous disposez d'ouvrages ou d'articles de référence ou si vous connaissez des sites web de qualité traitant du thème abordé ici, merci de compléter l'article en donnant les références utiles à sa vérifiabilité et en les liant à la section « Notes et références ».
Maspoton est la plus connue de toutes les réserves de chasse de Cuba, située à 62 km de Pinar del Río. Elle compte trois lagons et 61 abris. À côté des espèces locales, les oiseaux migrateurs viennent ici pour échapper aux rigueurs de l'hiver de l'Amérique du Nord. Le gibier est constitué de canards, bécassines, faisans et pintades. La chasse et la pêche y sont réglementées.